# ماتياس شونارتس
ماتياس شونارتس (بالهولندية: Matthias Schoenaerts)‏ هو ممثل بلجيكي من مواليد 8 ديسمبر 1977. بدأ مسيرته الفنية عام 1993 معروف بأدواره في عنيد (2011) وصدأ وعظم (2012) ومتتالية فرنسا (2014) وبعيدا عن صخب الناس (2015) والفتاة الدانماركية (2015).

## أعماله
- عنيد (2011)
- صدأ وعظم (2012)
- التسليم (2014)
- ذا لوفت (2014)
- بعيدا عن الحشد الصاخب (2015)
- دفقة كبيرة (2015)
- الحرس القديم (2020)
- كانتربري غلاس

## روابط خارجية
- ماتياس شونارتس على موقع IMDb (الإنجليزية)
- ماتياس شونارتس على موقع مونزينجر (الألمانية)
- ماتياس شونارتس على موقع قاعدة بيانات الأفلام العربية
- ماتياس شونارتس على موقع ألو سيني (الفرنسية)
- ماتياس شونارتس على موقع تيرنر كلاسيك موفيز (الإنجليزية)
- ماتياس شونارتس على موقع أول موفي (الإنجليزية)
- ماتياس شونارتس على موقع بوكس أوفيس موجو (الإنجليزية)
- ماتياس شونارتس على موقع قاعدة بيانات الأفلام السويدية (السويدية)
- ماتياس شونارتس على موقع قاعدة بيانات الفيلم (الإنجليزية)
- ماتياس شونارتس على موقع كينوبويسك (الروسية)